# Александър Солунски
Вижте пояснителната страница за други личности с името Александър Солунски.
Александър (на гръцки: Αλέξανδρος) е солунски архиепископ от IV век, почитан като светец от Православната църква.

## Биография
Александър Солунски е сред епископите, присъствали на Първия вселенски събор. Според източниците Александър е активен участник в работата му и подкрепя Атанасий Велики в борбата му срещу арианството, като издига престижа на църквата на Източния Илирик. Според Геласий Кизически Александър се подписва на Никейския събор като:
| „ | Αλέξανδρος Θεσσαλονίκης διὰ τῶν ὑπ᾿ αὐτὸν τελούντων, ταῖς κατὰ Μακεδονίαν πρώτην καὶ δευτέραν σὺν τῇ ῾Ελλάδι, τήν τε Εὐρώπην πᾆσαν, Σκυθίαν ἑκατέραν, καὶ ταῖς κατὰ τὸ ᾿Ιλλυρικὸν ἁπάσαις, Θεσσαλίαν τε καὶ ᾿Αχαΐαν“ (Александър Солунски и на Македония Първа и Втора и на цяла Елада, Европа, Скития, Илирик, Тесалия и Ахая) | “ |

В труда на Атанасий Велики „Срещу арианите“ са запазени две писма на епископ Александър. Първото е от 322 година до Атанасий и в него Александър изразава удовлетворението си от доказване на невинността на Атанасий, обвинен в убийството на Арсений. Второто писмо е до императорския пратеник комит Дионисий, в което Александър заклеймява машинациите срещу Атанасий на еретичните епископи от Тирския събор от 335 година. В същия труд Атанасий осъжда арианите, които се опитали да изкарат Александър престъпник. Участието на Александър Солунски на Тирския събор в 335 година и в откриването на храма „Възкресение Христово“ в Йерусалим на 17 септември 335 година косвено се потвърждава от Евсевий Кесарийски в биографията му на Константин Велики:
| „ | Μακεδόνες τὸν παρ᾿ αὐτοῖς μητροπόλεως παρέπεμπον (Македонците бяха изпратили епископа на тяхната митрополия) (4, XLIII) | “ |

Някои учени са на мнение, че писмото на Александър Александрийски, включено в Църковната история на Теодорит Кирски, в което се заклеймява като еретично арианството, е адресирано до Александър Солунски, а не до Александър Константинополски. Кръщението на Теодора, дъщеря на Максимиан, от епископ Александър Солунски е описано от игумена на Акапинския манастир Игнатий. В синаксария на мъченицата Матрона Солунска, част от Константинополския синаксарий, се казва, че Александър, първият епископ на Солун след Медиоланския едикт от 313 година, пренася мощите ѝ в града и построява църква.